# Nosifeno
Nosifeno ou Midongy Atsimo est une commune rurale de Madagascar, chef-lieu du district de Midongy, située dans la partie sud-ouest de la région Atsimo-Atsinanana.